# The Black Dahlia Murder
 Denne artikel omhandler Bandet The Black Dahlia Murder. Opslagsordet har også en anden betydning, se Black Dahlia.
The Black Dahlia Murder er et melodisk dødsmetal-band dannet i 2000 i Waterford, Michigan, USA og er et af de ledende bands på Detroit metal musik scene.
The Black Dahlia Murder er navngivet efter et uopklaret mord på skuespillerinden Elizabeth Short, ofte omtalt som Black Dahlia.

## Biografi
The Black Dahlia Murder blev dannet i 2000 og allerede året efter udgav de deres første demo ep What a Horrible Night to Have a Curse. Navnet til denne ep kom fra spillet Castlevania II: Simon's Quest hvor hovedpersonen Simon Belmont udtaler det ved mørkets frembrud. Ep'en A Cold-Blooded Epitaph blev udgivet året efter. Bandet skrev kontrakt med pladeselskabet Metal Blade Records og i juni 2003 blev deres debutalbum Unhallowed udgivet. Albummet blev dog kritiseret en del og all music guide påpegede det som et mindre originalt værk der havde stærk indflydelse fra svenske melodiske dødsmetalbands. Efter udgivelsen af debutalbummet forlod den originale trommeslager Cory Grady bandet og blev afløst af Zach Gibson. De to efterfølgende år turnérede The Black Dahlia Murder det meste af tiden og kom til at spille med bands som The Red Chord, Arch Enemy, Napalm Death og Terror.
I juli 2005 udgav bandet deres andet studiealbum Miasma der musikalsk både kombinerede døds- og black metal elementer. Miasma blev derved også deres første album der nåede Billboard hitlisten som nummer 118.
Samme år spillede bandet på Ozzfest og tog også del i Sounds of the Underground turnéen i 2006 som omfattede optrædener i både USA og Canada. Den nuværende bassist Bart Williams forlod hans tidligere band Today I Wait for at turnére med Black Dahlia Murder. Efter turnéen med bandet valgte han at blive deres fultidsbassist. Bart var en af de to arrangører (den anden Mike Hasty fra Walls of Jericho) på bandets første album Unhallowed.
Efterfølgende forlod Pierre Langlois bandet for at holde sig til en mere sikrere livsstil. Hans afløser blev Shannon Lucas.

I sommeren 2007 spillede bandet til Wacken Open Air. Samme år i september udgav de deres tredje studiealbum Nocturnal. Dette blev både trommeslageren Shannon Lucas og bassisten Bart Williams første udgivelse med The Black Dahlia Murder. Albummet formåede at nå plads 72 på Billboard hitlisten

## Stil
Bandets musikstil inddrager elementer fra dødsmetal-genren som blast beats og hurtige dødsmetal-riffs. Deres musik har haft indflydelse fra bands som At the Gates, In Flames, Morbid Angel, Dissection, og Carcass. Voklaist Trevor Strnad veksler mellem at bruge en dyb death growl vokal til et mere skingert black metal lignende skrig og "næsten hardcore punk skrig."  Deres tekster omhandler meget død, mord og gys.

## Diskografi

### Ep'er og demoer
- What a Horrible Night to Have a Curse (2001)
- A Cold-Blooded Epitaph (2002)

### Studiealbum
- Unhallowed (2003)
- Miasma (2005)
- Nocturnal (2007)
- Deflorate (2009)
- Ritual (2011)
- Everblack (2013)
- Abysmal (2015)
- Nightbringers (2017)
- Verminous (2020)

### Singler
- "Contagion"
- "Funeral Thirst"
- "A Vulgar Picture"
- "Miasma"
- "Statutory Ape"

## Medlemmer

### Nuværende medlemmer
- Trevor Strnad – Vokal
- Brian Eschbach – Guitar
- Ryan Knight – Guitar (ex – Arsis)
- Ryan "Bart" Williams – Bas
- Shannon Lucas – Trommer (ex – All that Remains)

### Tidligere medlemmer
- David Lock – Bas (A Cold-Blooded Epitaph, Miasma)
- Zach Gibson – Trommer (Miasma og nogen liveshows)
- Tony Laureano – Trommer (afløser til den anden japanske optræden)
- Jon Deering – Guitar (Demo, A Cold Blooded Epitaph)
- Sean Gauvreau – Bas (Demo)
- Mike Schepman – Bas (Afløser ved det første show)
- Cory Grady – Trommer (Demo, Unhallowed)
- Pierre Langlois – Trommer (Kun live)
- Kevin Talley – Trommer (Afløser til adskillige live shows)
- John Kempainen – Guitar (2002 – 2008)

## External links
- Metal Blade Records
- Love Lost Records Arkiveret 25. januar 2013 hos  Wayback Machine
- The Black Dahlia Murder på DR musik
- The Black Dahlia Murder på Allmusic
- The Black Dahlia Murder på Discogs
- The Black Dahlia Murder på MusicBrainz
- The Black Dahlia Murder på Encyclopaedia Metallum
- The Black Dahlia Murder på Last.fm
- The Black Dahlia Murder på Myspace
- The Black Dahlia Murder på SoundCloud